# 三島敏夫
三島 敏夫（みしま としお、1926年11月10日 - 2014年8月17日）は、日本のハワイアン歌手、ムード歌謡歌手。

## 経歴
サイパン島の出身で、聖学院中学校を経て明治大学商学部を卒業。
1943年、予科練に入隊。1945年、台湾高雄市近くの基地で水上特攻兵器震洋の特別攻撃隊の一員に選ばれるが、出撃前に敗戦となったため一命を取り留めた。
復員後、明治大学に入学。明大では学生バンドを組み、1948年、寺部頼幸とココナッツ・アイランダースのハワイアン歌手としてデビュー。
昭和30年代の始めには、バッキー白片とアロハハワイアンズや、和田弘とマヒナスターズでボーカルを務める。1963年に独立し「三島敏夫とそのグループ」を結成。ソロ歌手として「面影」（1964年）、「松の木小唄」（1965年。二宮ゆき子、朝丘雪路らと歌詞違いの競作）、「人妻椿」（1966年。同名テレビドラマの主題歌。松平晃のカバー）などがヒットし、ゴールデンヒット賞を受賞した。「三島敏夫とそのグループ」名義でも「女って可愛いね!」（1968年）、「錦糸町ブルース / すすきのブルース」（1969年）などのヒット曲がある。
1997年にはデビュー50周年を迎え、ディナーショーを開いた。
2014年8月17日午後7時54分、食事中に肉を喉に詰まらせたことによる低酸素血症のため京都府内の病院で死去した。87歳没。